# 海のフォアグラ

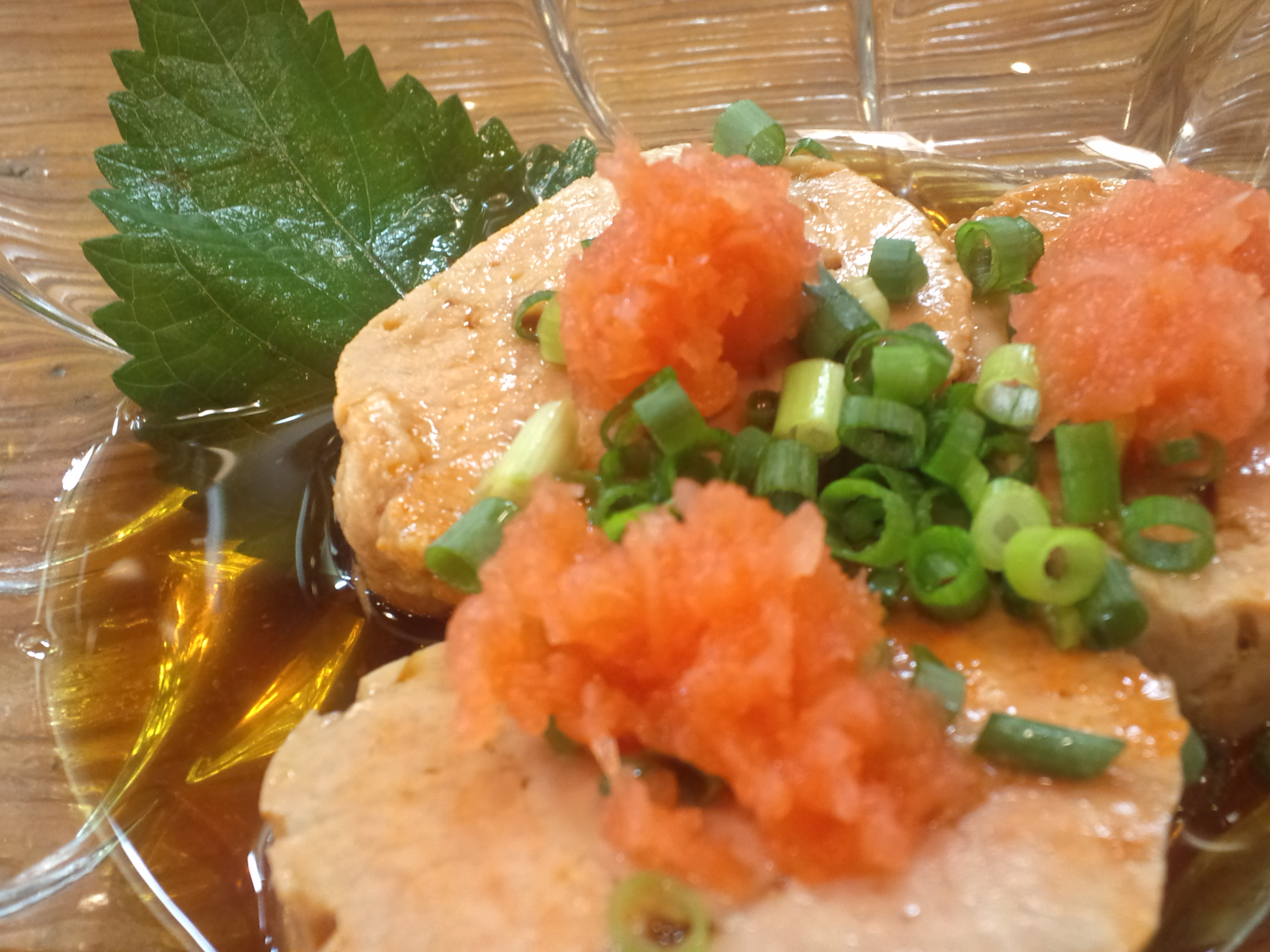
海のフォアグラとも呼ばれる「あん肝」（薬味でネギともみじおろしがつけられている）。

海のフォアグラ（うみのフォアグラ、英語：the foie gras of the sea、仏語：le foie gras de la Mer）とは、一部の魚介類に対し、称する言葉。日本ではアンコウやカワハギなど一部の魚介類の「きも」（肝、肝臓）を珍重する習慣があり、その際に、それらの魚介類の「きも」を"海のフォアグラ"と呼ぶことがある。

## アンコウの肝
日本では、アンコウの肝臓を成型して蒸したものを「あん肝」（鮟肝、英：Monkfish liver, Ankimo）と呼び、珍味と認識されている。このあん肝は「海のフォアグラ」と呼ばれることがある。
茨城県や、下関市（山口県）などが産地で、あんこう鍋で主に食される。下北など青森では、アンコウの身と肝を合えた料理「ともあえ」（友合え）が郷土料理となっている。
また、あん肝を缶詰にした加工品も生産される。
あん肝は日本のフランス料理店でフォアグラ料理に似た調理が行われることもある。
フランスでもアンコウの肝は食され、"Foie de Lotte" と呼ばれるアンコウの肝が売られる。
また、"Foie de Lotte" の缶詰（瓶詰）も生産される。英国『Independent』紙は、アンコウの肝（Monkfish liver）を海のフォアグラに相当すると紹介し、ロンドンでさえも手に入りにくいとも伝えた。スペインではアンコウの肝を "hígado de rape" と呼び、料理に用いる。

### 肝の脂肪
タイやマグロの肝はパサパサしているが、アンコウのそれは濃厚になる。肝の脂肪分の比較では、タイは2%、マグロは3%に比べ、アンコウは40%と極めて多い。理由は、アンコウは餌の少ない深海に棲むため、餌の栄養を肝臓に脂肪として蓄え少しずつ使うためという。

### 画像

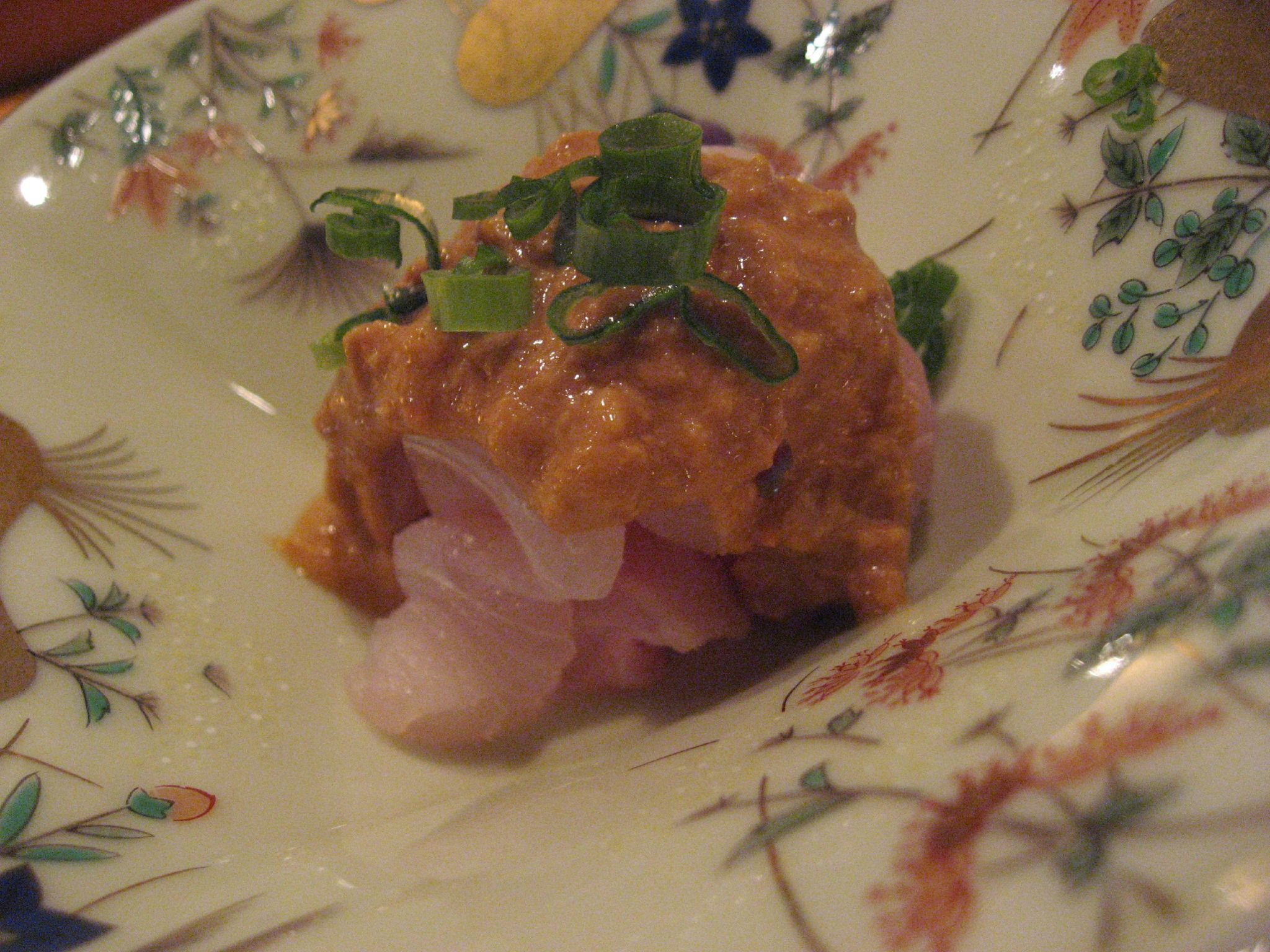
鯛のきも和え（日本）
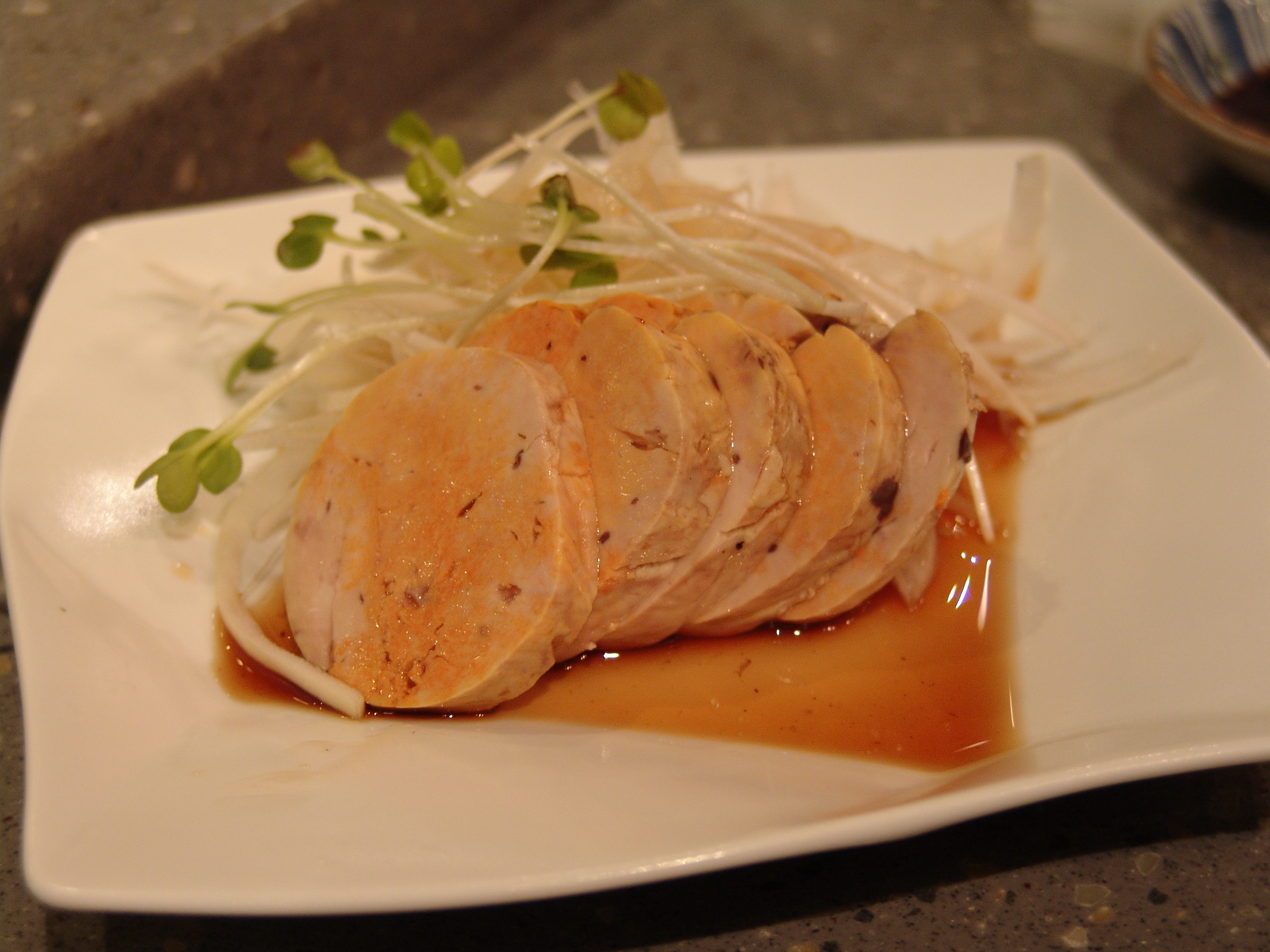
あん肝（日本）
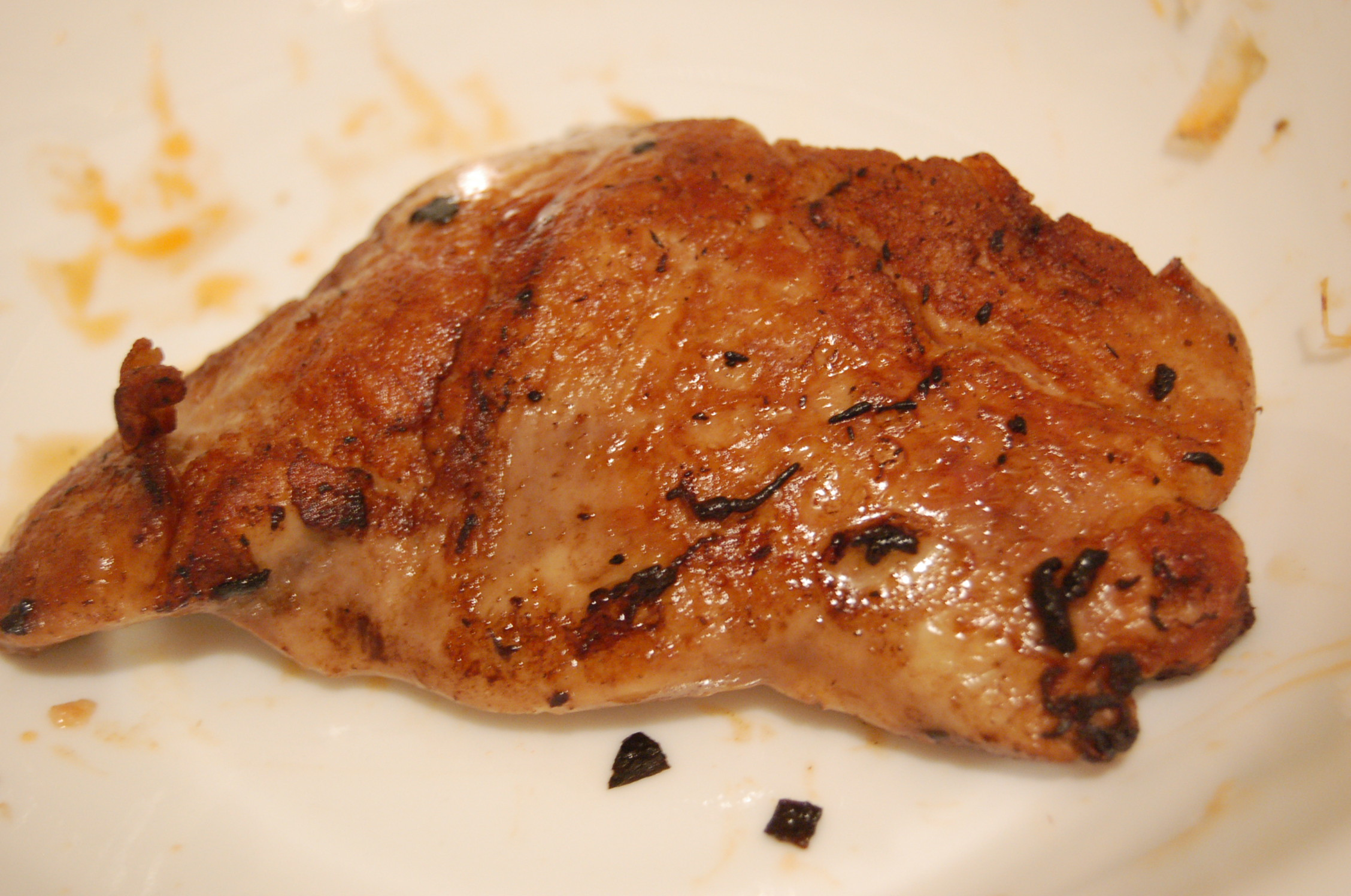
あん肝のたたき（米国）
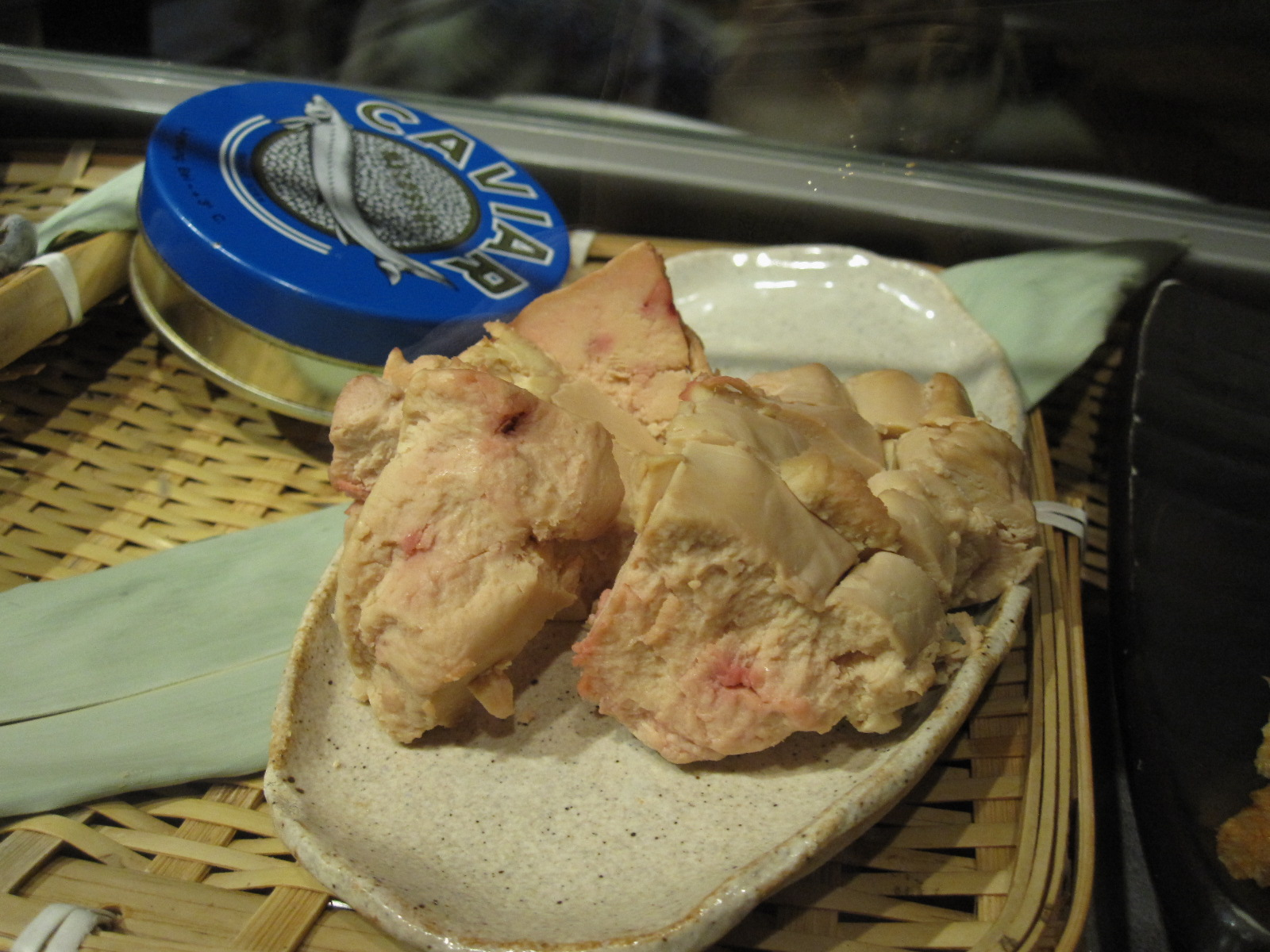
蒸したあん肝（日本）
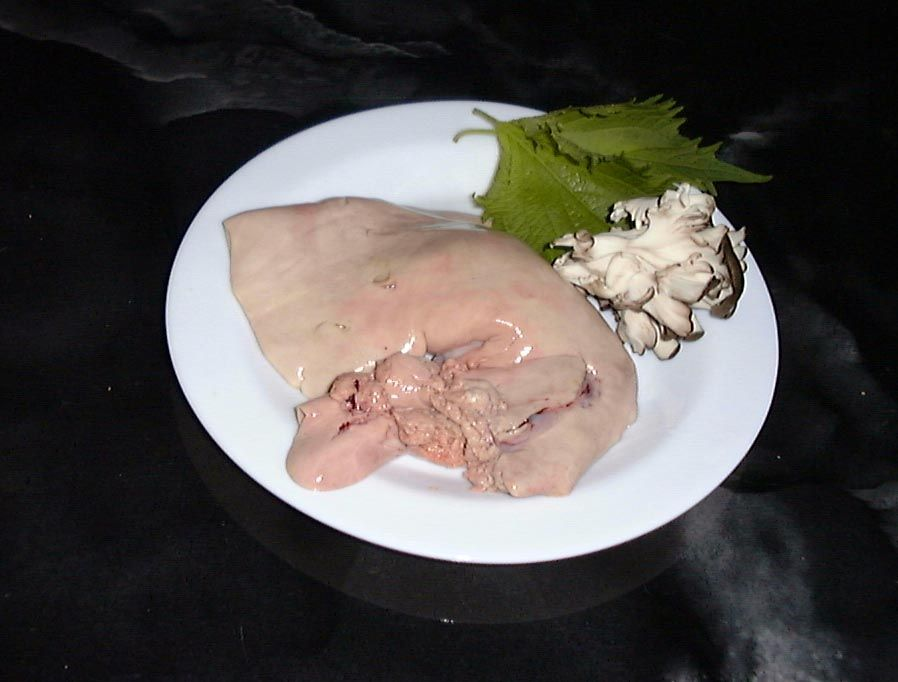
調理前の新鮮なアンコウの肝

## カワハギの肝
寒くなってくると肝が膨らむカワハギの肝臓も「海のフォアグラ」と呼ばれることがある。テレビ朝日の『食彩の王国』では、「体に蓄えた濃厚な肝はアンコウの肝より美味とは知る人ぞ知る。」と紹介し、その肝を醤油で溶いた肝ダレで食す刺身を勧めた。
京都府立海洋センター・主任の井谷匡志は、「身より肝を好む人も多く、吸い物や肝和え（肝と醤油で刺身を食べる：同じ魚の場合は"とも和え"）等の料理が一般的。丹後地方の魚屋では、肝だけを残して内臓を取ったカワハギが並ぶ」との主旨で紹介した。東京・築地の書庫「銀鱗文庫」役員の福地享子は、「肝は、刺し身といっしょに食べるのが王道」とし、肝を「裏ごしして、醤油とわさびを合わせた肝醤油にすることが多い」としたうえで、「目眩（めまい）するほどに美味」とし、「肝を添えた煮つけもいい」とし、「肝絶品」と書いた。
また、「鮮度が命」とし、「築地入荷のカワハギは、活魚でやってくることが多い」と記した。
カワハギの肝は養殖物のほうが大きくなるため、高値で取引され、日本テレビの2014年の番組では、「築地では、一匹6000円ほどの値がつくことも」あると放送された。カワハギは肝を傷めないようにおろす（さばく）ことが薦められている。「銀鱗文庫」役員の福地は、カワハギのさばき方は他の魚と違うと紹介した。カワハギは、頭の上にある角の後ろから包丁を入れ、頭と身とを引っ張り分けると、頭に肝がくっついて出てくる。この際、肝を慎重に外すが、肝にくっついた胆のう（にが玉）を潰すと胆汁が出るため肝が苦くなると、福地は書いた。また、全日本調理指導研究所（魚小売のコンサルタント）は、「カワハギをどんな商品にするにしても、肝は必ず添付すべき」で、「出来ればボイルして添えたい」とし、カワハギの肝は鮮度が良ければ生で食せるが、一般的にはボイルしたほうが安心できると、小売業向けにアドバイスする。

### 肝が肥る理由
魚類の体重に対する肝臓の重量比は、タイは1%以下、サバは1%台に対して、カワハギは15-20%である。カワハギは他の魚に比べて運動量が少ないため、脂を身に貯め込む必要がなく、その分、栄養を脂肪に変えて肝臓に蓄えている。冬の寒さと春の産卵に備え、秋に栄養を貯め込むため、多くの餌を食べ、結果、寒い時期に肝臓が大きくなる。
カワハギは血合いの部分にも違いがある。血合いが非常に大きいマグロ類は魚体に比して肝の大きさは非常に小さいが、逆に、カワハギはフグ同様に白身に血合いの部分がなく、血合いの代替機能として、肝が非常に大きく発達する。
なお、トラフグの肝（肝臓）は体重の15%を超えると体調不良になる（肝機能に障害が出る）とされる。このことから、同じフグ目のカワハギも同じ症状が出ると予想されている。

## ウマヅラハギの肝
富山短期大学食物栄養学科・准教授の竹内弘幸は、以下の様に述べる。
- 「ウマヅラハギの肝には、とろけるような脂肪がたっぷり含まれる。その量は、フォアグラやマグロのトロ以上である。」
- 「ウマヅラハギの肝の脂肪は、人肌でも溶けるほど融点が低く、口中で、生チョコのようにすぐに溶け、旨みが口中に広がる。」
- 「肝を醤油に溶かして食べると、肝に含まれる旨味成分のイノシン酸が、醤油の旨味成分と合わさり、おいしさが増幅する。」

また、NHKの2012年の番組では、肝100g中の脂分は58gとアン肝やフォアグラよりも多いとしている。
日本では、ウマヅラハギも肝がおいしいとされるが、消費者に知られていない場合もあるため、「肝はフォアグラのように美味しいので、捨てずに」料理に用いるように注意を促す・勧める漁業者もいる。
また、ウマヅラハギはエラに切れ目を入れて水槽に放ち血を抜いて締める「エラ締め」により、身も肝も美味しく鮮度が保たれる。

### フォアグラハギ
広島県尾道市の漁業協同組合は養殖魚のウマヅラハギの肝臓（きも）の部分を通常の2倍ほどに大きくする養殖技術を確立し、これを“フォアグラハギ”と名付けて2013年から出荷した。2013年に報道されたところによると、ウマヅラハギは口が小さく小食であるため、太らせるのが難しかったが、研究者は、餌を凍らせて海水面に浮かばせ時間をかけて餌を食べさせたり、魚粉に食用油を混ぜたりして、高タンパク、高カロリーの餌にする工夫を行った。実際の養殖は、9月までは毎朝、夏の暑さに耐えられる体力が付く餌を与える。10月以降は脂肪分の吸収が良くなるよう配合した餌を1日に2度与え、一気に肝を大きくし、11月に出荷する。この飼育の結果、通常は成魚の重量の7-8％程度の肝臓が10-15％になり、肝はフォアグラのようにまろやかという。

## トラフグの肝
江戸時代から「フグは食いたし命は惜しし」と言われ、古くから美食として知られる。トラフグなどの肝臓には猛毒テトロドトキシンが含まれるが、フグの肝臓は美味と評価され商品価値が高い。21世紀の日本にはフグ肝と、フォアグラ、アン肝とを比べる研究者もいる。無毒ふぐ肝の生産は現在の養殖技術では困難とされている。理由の1つに、トラフグはテトロドトキシンが体内に存在しないとストレスがたまり、さらに抵抗力が弱り体に寄生虫が付きやすくなって死んでしまうといった事が挙げられる。
2008年、東京医療保健大学の大貫和恵と野口玉雄が無毒な肝臓を持つトラフグを養殖するのに成功した。フグは毒のある餌を食して毒を持つため、この養殖は陸上養殖で主な餌にカタクチイワシやサバを用い、フグに毒を持たせる餌を与えないという方法が用いられた。
フグ（養殖）の肝の脂質含量は66.2-69.3%、ビタミンEは56.8-100.7mg/100g、脂質構成脂肪酸の組成は高度不飽和脂肪酸にイコサペンタエン酸（IPA）が2.9-5.4%、ドコサヘキサエン酸（DHA）が11.0-13.0%など多量に含まれていた。大貫は、フグ肝はアンコウの肝（アン肝）やフォアグラに食感が似ると言っている。この理由を、フグ肝は7割程度が脂質だが、IPA（EPA）、DHA（2種とも必須脂肪酸の一種）が沢山含まれ、口当たりも良いためだとした。
フグ肝料理は、刺身、味噌汁や西京漬けなどが例示された。フグ肝の食感は官能試験により、生食（薄造り、刺身）よりも、缶詰やレトルト加工が好まれる試験結果が得られている。理由は加熱処理により旨味が増すためとされる。また、フグ肝は味噌と合うという官能試験結果もでている。ただ、試食会で生（薄造り、刺身）を好む人もおり、「フグ肝は、高度不飽和脂肪酸を多く含むため、口の中で咀嚼した際、フグ肝特有の弾力や噛みごたえ、舌触りなどがあり、非常に口当りがよい」とし、素材のもつフレーバーだけでなく、テクスチャーによって美味しく感じると大貫は結論づけた。
また、フォアグラはIPA、DHAは全くなく、アン肝に比べてフグ肝は栄養価が非常に優れるとも大貫は考えている。フグ肝はアン肝に比べ、DHAが2倍含まれ、IPAも多い。そして、食べ過ぎなければ太る心配はないと大貫は説明した。大貫は結論として、「フグ肝はアン肝より栄養的に優れているだけでなく、より美味であると評価された」としている。

### フグ肝特区
「フグ肝特区」というアイディアもある。フグ肝を無毒化した新技術を商品特性にするため、佐賀県などは2004年と2010年にそれぞれ、フグ肝を特例で食用できる「フグ肝特区」を政府に申請した。認められれば、今まで産業廃棄物として捨てられていたフグ肝が名物料理となる、と佐賀県は説明した。しかし、厚生労働省は「フグの毒化機構が明確にされていない」とする理由で認めなかった。

## その他の例
トゲカジカの肝
北日本で獲れる、食用とされるカジカ類のうち、トゲカジカ（地方名：マカジカ、ナベコワシ）の肝も「海のフォアグラ」と呼ばれることがある。地方名の「ナベコワシ」は、カジカ汁のおいしさに鍋をつつきすぎてついには鍋を壊してしまうという意である。北海道の料理店でのカジカ鍋は、そのスープ（汁）に、いためたカジカの肝を練り込み、隠し味とする店もある。また、オレンジ色の肝臓をすり潰し、身と共に合えた「ともあえ」は絶品とされる。
エゾイソアイナメの肝
エゾイソアイナメ（地方名：ドンコ）も肝がおいしいとされるため、「肝味噌」など肝を使った料理があり、その肝を「海のフォアグラ」と呼ぶものもある。
つぶ貝の肝
北海道放送は、つぶ貝の肝を「海のフォアグラ」と紹介した。その肝は刺身で食せる。

### アメリカでの例
米国では、異国の美味しい海産物に用いている。
NBCはマグロの新鮮なトロを、CNNは上海ガニの卵塊を、NPRはウニの生殖腺を、それぞれ「海のフォアグラ（foie gras of the sea）」と紹介した。